# Turandot de cristal

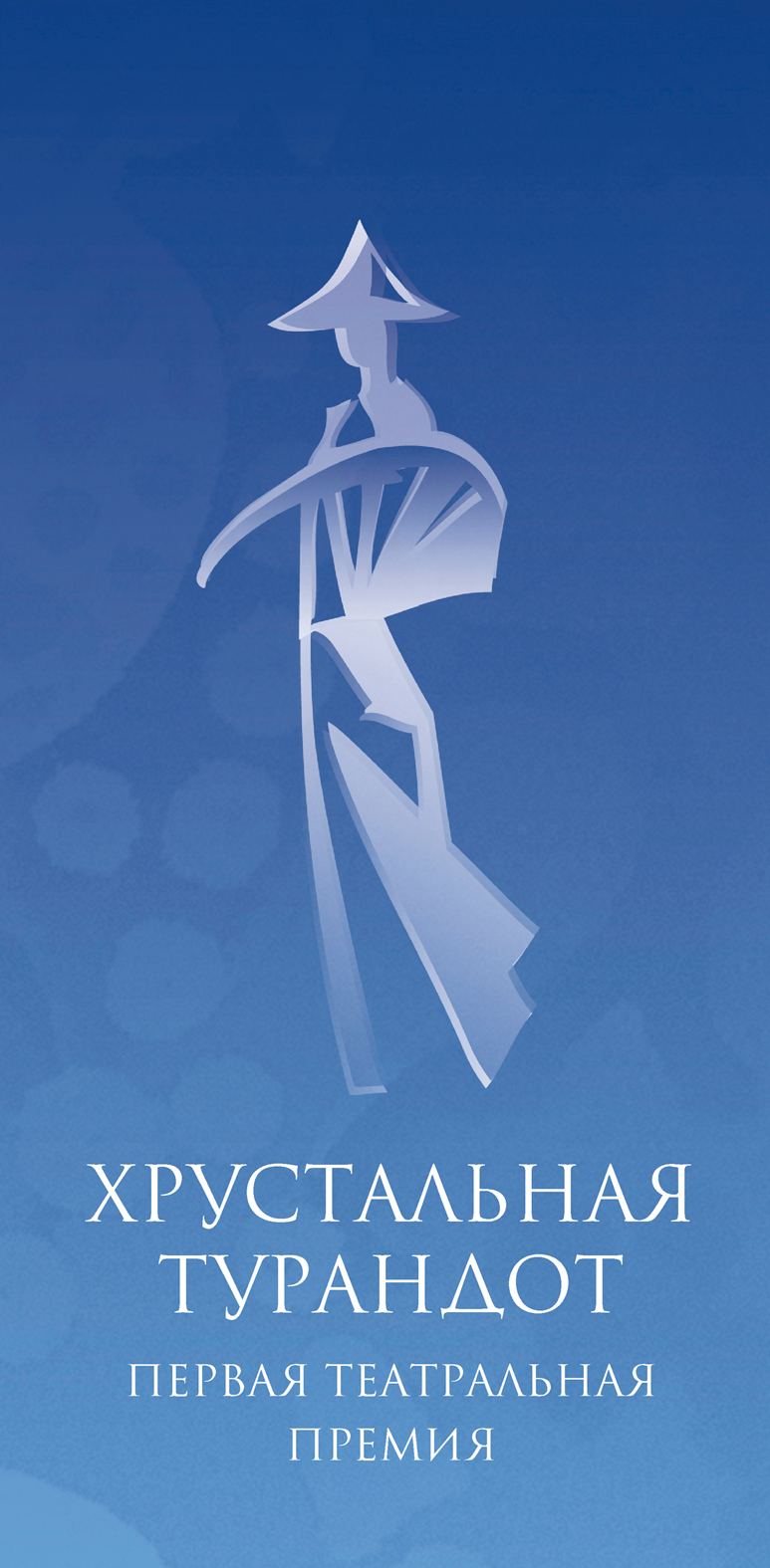
Logo

Les Turandot de cristal (russe : Хрустальная Турандот) sont des récompenses de théâtre décernées chaque année depuis 1991 en Russie. Leur nom fait référence à la princesse Turandot, héroïne du dramaturge italien Carlo Gozzi.